# 루좀베로크

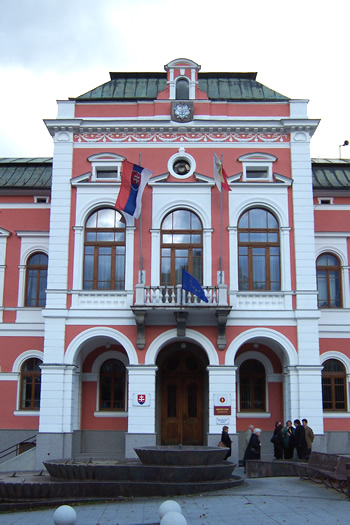
루좀베로크 시청

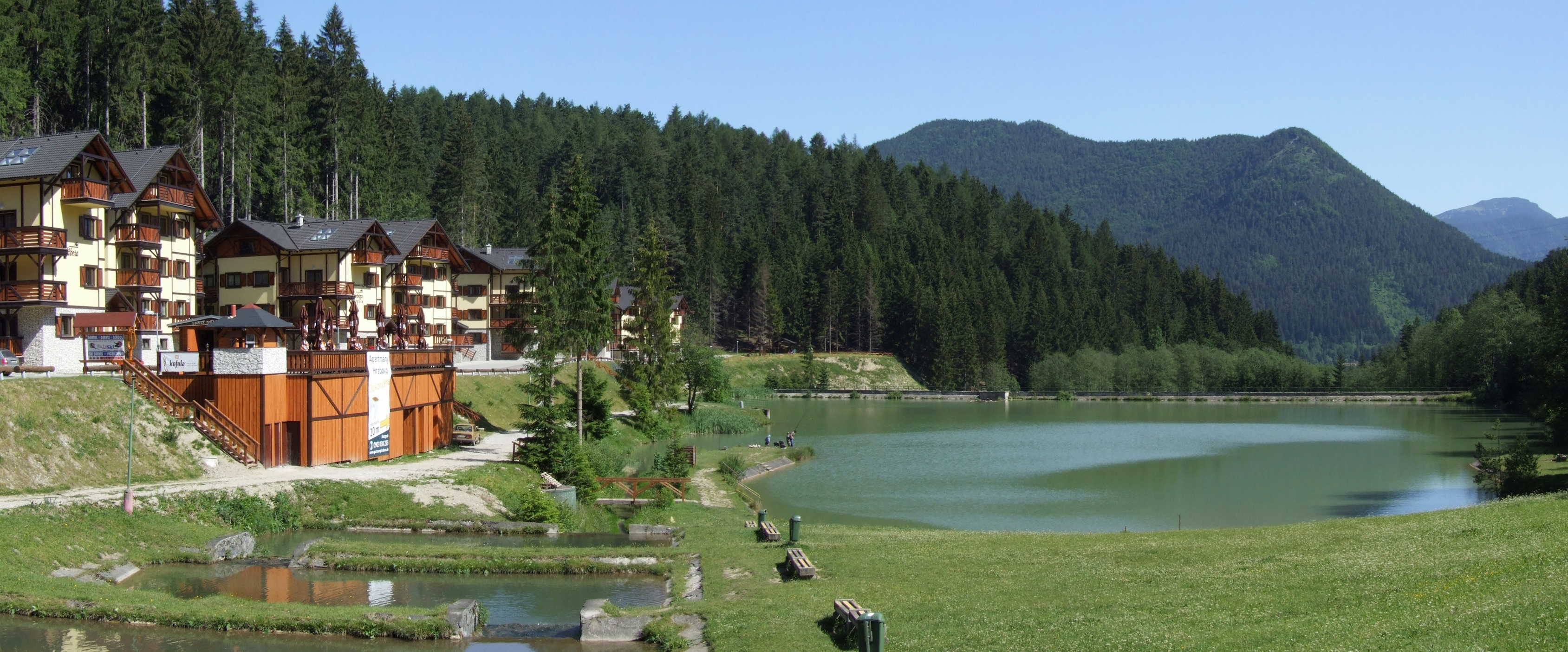
루좀베로크 전망

루좀베로크(슬로바키아어: Ružomberok, 헝가리어: Rózsahegy 로저헤지[*], 독일어: Rosenberg 로젠베르크[*])는 슬로바키아 북부 질리나주에 위치한 도시로, 면적은 126.72km2, 높이는 494m, 인구는 29,906명(2006년 기준), 인구 밀도는 237명/km2이다.

시 문장

## 역사
1233년 문헌에 처음 등장했고 독일인들이 건설했다고 전해진다. 1318년 시로 승격되었다. 19세기 슬로바키아 민족주의 운동의 중심지로 여겨졌으며 헝가리 왕국의 산업과 금융의 중심지로 느리게 성장했다. 1871년 커서(Kassa, 현재의 슬로바키아 코시체(Košice))-오데르베르크(Oderberg, 현재의 체코 보후민(Bohumín)) 철도가 건설된 이래 종이와 펄프 공장, 벽돌과 방직 공장을 포함한 새 공장이 건설되었다.

## 인구
인구는 2001년 인구 조사를 기준으로 30,417명으로 집계되었다. 이 가운데 96.64%는 슬로바키아인이고 0.95%는 로마, 0.87%는 체코인이다. 전체 인구 가운데 75.47%는 로마 가톨릭 교회 신자이고 14.65%는 무교(종교 없음), 5.46%는 루터교 신자이다.

## 같이 보기
- 블콜리네츠
- MFK 루좀베로크